# أولاد الحرار (أولاد موسى)
أولاد الحرار هو دُوَّار يقع بجماعة أولاد فارس، إقليم سطات، جهة الدار البيضاء سطات في المملكة المغربية. ينتمي الدوّار لمشيخة أولاد موسى التي تضم 7 دواوير. يقدر عدد سكانه بـ 969 نسمة حسب الإحصاء الرسمي للسكان والسكنى لسنة 2004.

## روابط خارجية
- البوابة الوطنية للجماعات الترابية
- المندوبية السامية للتخطيط